# Christian Yantani Garces
Christian Yantani Garces (ur. 8 sierpnia 1975 r. w Valdivii) – chilijski wioślarz.

## Osiągnięcia
- Mistrzostwa Świata Juniorów – Montreal 1992 – czwórka podwójna – 12. miejsce[1].
- Mistrzostwa Świata – Kolonia 1998 – dwójka bez sternika wagi lekkiej – 3. miejsce[1].
- Mistrzostwa Świata – St. Catharines 1999 – dwójka bez sternika wagi lekkiej – 2. miejsce[1].
- Igrzyska Olimpijskie – Sydney 2000 – czwórka bez sternika wagi lekkiej – 4. miejsce[1]
- Mistrzostwa Świata – Lucerna 2001 – dwójka bez sternika wagi lekkiej – 5. miejsce[1].
- Mistrzostwa Świata – Sewilla 2002 – dwójka bez sternika wagi lekkiej – 1. miejsce[1].
- Mistrzostwa Świata – Mediolan 2003 – czwórka bez sternika wagi lekkiej – 19. miejsce[1].
- Mistrzostwa Świata – Poznań 2009 – czwórka bez sternika wagi lekkiej – 17. miejsce[1].